# Førslev
Førslev – miasto w Danii, w regionie Zelandia, w gminie Faxe.